# Ned's Declassified School Survival Guide
Ned's Declassified School Survival Guide är en amerikansk tv-serie. I huvudrollerna ses Devon Werkheiser (som Ned Bigby), Lindsey Shaw (som Jennifer) och Daniel Curtis Lee (som Simon). Serien visas på Nickelodeon.

## Skådespelare
- Devon Werkheiser - Ned Bigby
- Lindsey Shaw - Jennifer "Moze" Mosely
- Daniel Curtis Lee - Simon "Cookie" Nelson-Cook
- Jim J. Bullock - Mr. Monroe
- Daran Norris - Gordy